# Махіпала II
Махіпала II — правитель імперії Пала.